# Mostafa Mosleh-Zadeh
Mosleh-Zadeh Mostafa (* 27. Dezember 1960) ist ein iranischer Diplomat.

## Werdegang
Von 1985 bis 1992 leitete er die Abteilung Verwaltung im Außenministerium.
Von 1992 bis 1994 war er Vizepräsident des Außenministeriums.
Von 1994 bis 2005 war er Dekan der Fakultät für Politikwissenschaft am Institute for Political and International Studies (IPIS). 
2005 war er Berater des Staatssekretärs für auswärtige Angelegenheiten und Leiter des Zentrums für Gesundheitsforschung.